# Kristof Calvo
Kristof Calvo, de son nom complet Kristof Calvo y Castañer, né à Rumst le 30 janvier 1987, est un homme politique belge flamand, membre de Groen. Il représente la circonscription électorale d'Anvers à la Chambre des représentants depuis le 13 juin 2010. Il est membre du conseil municipal de Malines depuis le 1er janvier 2013.

## Carrière politique
- depuis le 6 juillet 2010 : député fédéral
- depuis 2013 : conseiller communal de Malines
- 2007-2010 : Président Jong Groen
- 2014-2021 : co-chef de groupe Ecolo-Groen à la Chambre des représentants

## Parcours de vie
Calvo a un père espagnol de Catalogne et une mère belge. Il grandit à Willebroek et déménage à Malines en 2009. La même année, il est diplômé en communication politique à l'Université d'Anvers. De septembre 2007 à septembre 2010, il dirige le travail de Jong Groen.
Il fait ses débuts politiques lors des élections parlementaires flamandes du 7 juin 2009, en tant que premier successeur de la liste Groen du Parlement flamand dans la province d'Anvers. Cependant, il n'est pas élu et pendant un certain temps, il travaille comme conseiller au cabinet du secrétaire d'Etat bruxellois Bruno De Lille. Lors des élections fédérales du 13 juin 2010, il est élu. Au moment de son élection en tant que député en 2010, il a 23 ans, 4 mois, 1 semaine et 6 jours (8535 jours) et est le plus jeune député directement élu en Belgique. En 2014, il est réélu.
Il n'est pas membre d'un comité permanent de la Chambre. Selon lui-même, Calvo se spécialise dans le climat, le travail et la fonction publique.
Le 14 octobre 2012, Calvo récolte 1605 voix de préférence aux élections municipales de Malines.
Après les élections de 2014, Calvo devient chef du groupe parlementaire commun Groen/Ecolo à la Chambre. Treize mois plus tard, il est remplacé par Jean-Marc Nollet. 